# Slag om Cable Street
De Slag om Cable Street was een reeks van confrontaties op 4 oktober 1936 in Londen tussen de Metropolitan Police die een demonstratie van de British Union of Fascists begeleidde en antifascistische demonstranten. De slag om Cable Street wordt gezien als een grote overwinning tegen het fascisme in het Verenigd Koninkrijk.

## Achtergrond
Oswald Mosley was de leider van de British Union of Fascists (BUF) en hij ontmoette in 1932 de Italiaanse dictator Benito Mussolini. In navolging van Mussolini's Squadrismo vormde hij zijn eigen paramilitaire tak: de Blackshirts. Deze groep stond bekend om hun gewelddadigheid en hun geweld tegen Joden en politieke opponenten paste niet goed in de bestaande Britse politieke cultuur. Botsingen met antifascistische linkse groepen kwamen geregeld voor en leidden tot toenemende verstoringen van de openbare orde. Steun voor de partij nam na 1934 door de gewelddadigheid ook af.
Nadat Mosley had bekendgemaakt dat hij op 4 oktober 1936 een mars zou organiseren door East End, werd dat gezien als provocatie, omdat die wijk het hart was van de Joodse gemeenschap van Londen. De Jewish People Council deed een beroep op de minister van Binnenlandse Zaken met een petitie die door 100.000 mensen was ondertekend om de mars te verbieden. De politiek slaagde er niet in om de mars te verbieden waarop de mensen van East End zich klaarmaakten om zichzelf te verdedigen.

## Voorbereidingen
Voorafgaand aan de mars hielden de Blackshirts bijeenkomsten aan de rand van East End en deelden ze folders uit om het antisemitisme in de wijk aan te wakkeren. De communistische krant de Daily Worker riep mensen op om op de dag van de mars op straat te verzamelen om de mars te blokkeren. Veel mensen maakten zich zorgen om het geweld en een joodse krant riep hun lezers om op die dag thuis te blijven. Andere groepen zoals de communisten en de Ierse havenarbeiders riepen op tot de verdediging tegen de fascistische intimidatie. De  Communist Party in Great Britain zegde haar demonstratie op Trafalgar Square af voor die dag en stuurde haar aanhangers richting East End.

## Cable Street

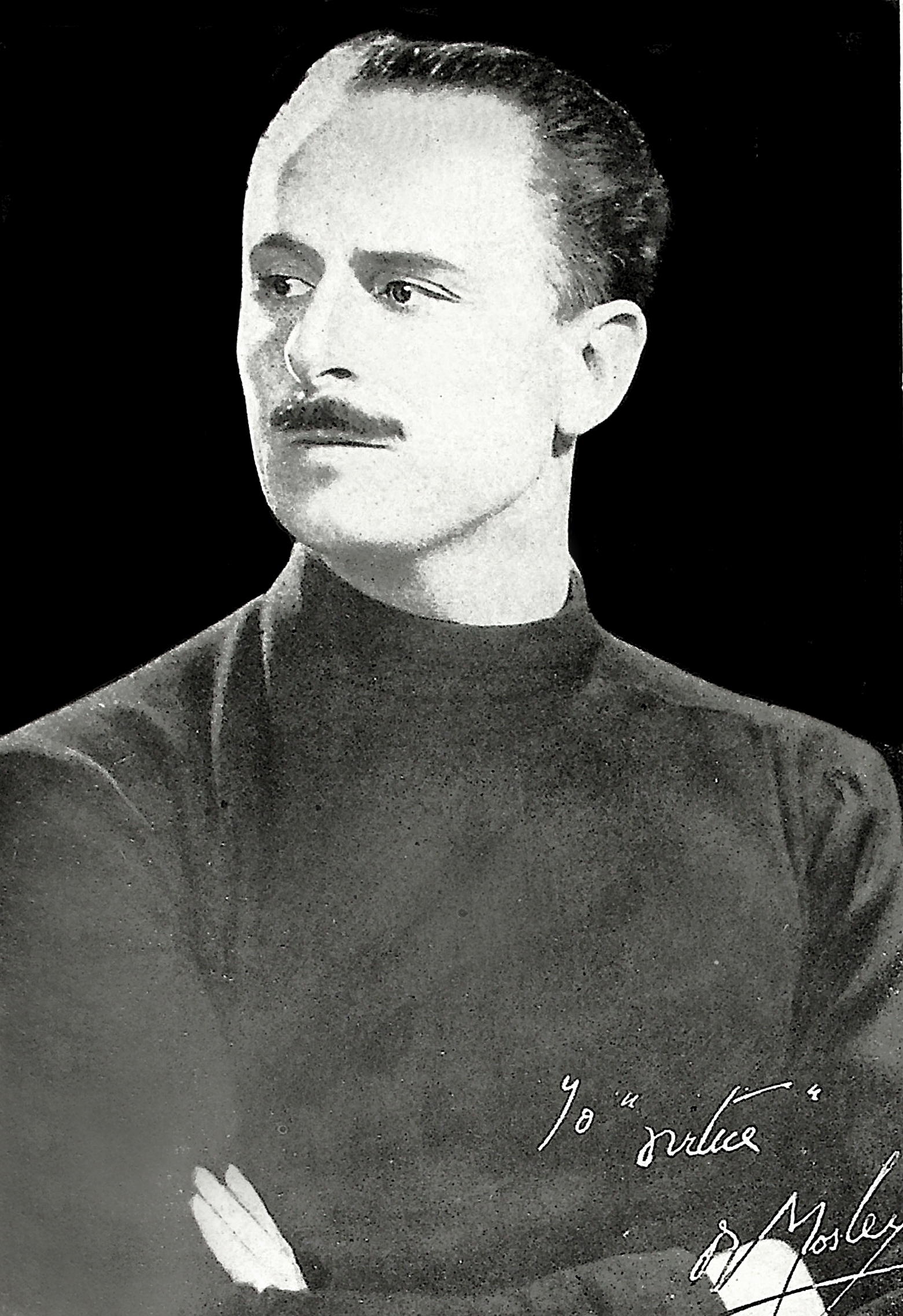
Mosley in 1938

Op zondag 4 oktober verzamelden duizenden antifascisten zich in Aldgate. Mosley verzamelde zijn mensen bij de Tower of London en zij werden vergezeld door zesduizend politieagenten die voor hen de weg vrij moesten maken. De politie maakte gebruik van politie te paard om de menigte bij Aldgate te doen terugdringen. Ondertussen bleef er meer volk toestromen en werden ze geholpen door een aantal sympathiserende trambestuurders die hun tram dwars op straat parkeerden om zo de opmars van de fascisten te blokkeren.
Omdat de antifascistische menigte de route via Whitechapel blokkeerde, besloot Mosley om de mars om te leiden via Cable Street. De Blackshirts gingen samen met de politie voorop, maar in Cable Street stuitten ze op barricades die eerder die ochtend waren opgeworpen. Vanuit de aan de straat gelegen ramen werden kokend water en rottend fruit omlaag geworpen. Nadat de eerste gevechten in Cable Street uitbraken, trok de politie zich terug en adviseerde ze Mosley om een einde te maken aan zijn mars.

## Nasleep
Nadat de politie zich terugtrok braken er verschillende vieringen los in East End om de overwinning te vieren. De politie arresteerde 79 antifascisten en zes fascisten. Door de slag om Cable Street werd in 1937 de Public Order Act aangenomen. Deze wet verbood het dragen van politieke uniformen in de publieke ruimte. In de aanloop naar de Tweede Wereldoorlog zou de impopulariteit van de BUF alleen maar verder toenemen.

## Herdenking
Voor de vijftigste verjaardag van de slag om Cable Street werd in 1976 een muurschildering besteld ter herdenking van de slag in Cable Street. De schildering was pas in 1983 voltooid en was geschilderd door drie kunstenaars: Ray Walker, Paul Butler en Desmond Rochfort.